# Anna Szalbot
Anna Szalbot (ur. 26 lipca 1958) – polska siatkarka, mistrzyni i reprezentantka Polski. Matka tenisisty Jerzego Janowicza

## Kariera sportowa
Karierę sportową rozpoczęła w Piaście Cieszyn, następnie była zawodniczką Płomienia Milowice i ŁKS Łódź. Z Płomieniem wywalczyła mistrzostwo Polski w 1979, z ŁKS awansowała w sezonie 1979/1980 do ekstraklasy, zdobyła z tym klubem mistrzostwo Polski (1983), dwa tytuły wicemistrzowskie (1982, 1986) i dwa brązowe medale mistrzostw Polski (1985, 1987), w 1982 i 1986 sięgnęła też ze swoją drużyną po Puchar Polski. Po sezonie 1986/1987 występowała jeszcze w Turcji w klubie Emlak Credi Bankasi Ankara, z którym w 1988 zdobyła brązowy medal w Pucharze CEV.
W latach 1983–1985 wystąpiła w 72 spotkaniach reprezentacji Polski, w tym na mistrzostwach Europy w 1983 (9. miejsce) i 1985 (7. miejsce).

## Odznaczenia
9 listopada 2018 otrzymała Odznakę „Za Zasługi dla Miasta Łodzi” (nadaną uchwałą nr LXXVI/2069/18 Rady Miejskiej w Łodzi z dnia 10 października 2018).